# Amber Brackenová
Amber Brackenová (nepřechýleně Amber Bracken; * duben 1984) je kanadská fotožurnalistka známá svým zpravodajstvím o problémech ovlivňujících domorodé národy v Severní Americe. V roce 2017 vyhrála první cenu World Press Photo v kategorii současné problémy a v roce 2022 vyhrála hlavní cenu World Press Photo. Byla zatčena v roce 2021, když pokrývala kanadské protesty v roce 2020 v oblasti potrubí a železnic.

## Životopis
Brackenová pochází z Edmontonu, Alberta. Získala diplom v oboru fotožurnalistika na Southern Alberta Institute of Technology v roce 2008.

## Kariéra
Kariéra Brackenové začala v Edmonton Sun, než odešla pracovat na volné noze.
Její práce byly uvedeny na výstavě Creative Endeavours v Art Gallery of St. Albert v roce 2017.
Brackenová byla zatčena v roce 2021, když pracovala na volné noze pro společnost The Narwhal a informovala o protestech v roce 2020 kvůli stavbě potrubí firmy Coastal GasLink Pipeline přes území prvních národů Kanady. Brzy poté byla propuštěna na kauci. Firma Coastal GasLink Pipeline obvinění z civilního pohrdání stáhla.

### Ocenění
Její reportáž o protestech proti potrubí v Dakotě jí v roce 2017 vynesla první cenu World Press Photo v kategorii současná témata.
V roce 2022 vyhrála hlavní kategorii Fotografie roku World Press Photo za svou fotografii Kamloops Residential School, která se objevila v deníku The New York Times v roce 2021.

## Osobní život
Brackenová žije v Edmontonu.